# Andrzej Lipiński (fizyk)
Andrzej Lipiński (ur. 1927, zm. 9 listopada 2017) – polski fizyk, nauczyciel akademicki, docent doktor nauk fizycznych.

## Życiorys
Specjalizował się w fizyce ciała stałego, fizyce technicznej oraz zastosowaniu ciekłych kryształów. Był pracownikiem Instytutu Fizyki Politechniki Łódzkiej, a także wieloletnim kierownikiem Zespołu Fizyki Dielektryków Instytutu Fizyki PŁ. W latach 1981–1984 piastował funkcję dziekana Wydziału Fizyki Technicznej, Informatyki i Matematyki Stosowanej Politechniki Łódzkiej, zaś w latach 1983–1986 dyrektora Instytutu Fizyki PŁ.
Zmarł 9 listopada 2017 i został pochowany na cmentarzu komunalnym Doły w Łodzi.

## Wybrane odznaczenia
- Krzyż Kawalerski Orderu Odrodzenia Polski[3]
- Medal 50-lecia Politechniki Łódzkiej[3]